# アナトーリイ・スリフコ
アナトーリイ・イェミリヤーノヴィチ・スリフコ（Анатолий Емельянович Сливко, アナトーリイ・イェミリヤーナヴィチ・スリフカ、 1938年12月28日 - 1989年9月16日）は、ソ連の連続殺人犯。ロシア・ダゲスタン共和国の出身。7人の男の子を殺害し、屍姦し、遺体を小間切れにした。少なくとも36人に性的暴行を加えた。犠牲者は11歳から15歳の少年で、「ドイツ国防軍の兵士に処刑されるソ連の遊撃兵の様子を再現する」という名目で自撮りの動画撮影に参加させた。彼らに首を吊らせ、意識が無くなると、スリフコは相手を犯し、殺害し、その遺体を寸断したのち、燃やした。スリフコは一連の作業を必ず動画に収め、写真に撮り、日記に記録することで、自身の火炎性愛と、性欲を掻き立てる妄想が刺激されるのだという。首吊り、遺体の損壊、焼却という一連の行為を実施する動機となったのは、1961年にスリフコが目撃した「10代の少年が無惨な交通事故で死亡する場面」の目撃であり、「そのときの様子を再現したい」という試みであった。この交通事故が、スリフコの性的倒錯を呼び覚ますこととなった。
1986年に死刑を宣告され、1989年9月16日、銃殺刑に処せられた。

## 生い立ち
1938年12月28日、ソ連邦ダゲスタン共和国イズベルバーシュにて、貧しい一家の長男として生まれた。妹が一人いた。アナトーリイが生まれた当時、ヨシフ・スターリン(Иосиф Сталин)が実施した集団農場政策の影響で、ウクライナは「ホロドモール」(Голодомор)と呼ばれる大規模な飢餓に見舞われており、ダゲスタン共和国もその影響から免れることはできずにいた。アナトーリイの両親はよく口論しており、さらに父親はアルコール中毒であった。アナトーリイは聡明な少年であったが、病弱であり、不眠症や食欲不振に悩まされていたという。アナトーリイはいつも孤立しており、のちに「感情の起伏の不安定、空腹、戦争、貧困に苦しめられた」と回想している。ソ連が第二次世界大戦に参戦すると、アナトーリイの父親はソ連軍に徴集された。アナトーリイは、1943年にドイツ軍の兵士がアナトーリイの自宅に侵入してきた場面や、ナチス・ドイツがソ連に侵攻したあとに多くの残虐行為を働いた場面を目撃した。あるとき、ドイツ軍による爆撃から逃れるため、四人の子供たちとともに墓地に避難しようとしたが、ひどく痩せていたアナトーリイに拒否反応を覚えた彼らは、アナトーリイを脇に押しやった。その際、丸くなるようにしてうずくまったアナトーリイは、四散した女性と馬の死体が散乱しているのを目撃したという。
アナトーリイの学業は振るわなかった。聡明ではあったが勉強に身が入らず、授業中に空想に耽る傾向があったアナトーリイの成績は平凡なものであった。思春期を迎えた頃、アナトーリイは、自分が「同性愛者」であることに気付き、さらには勃起不全にも苦しんでいた。アナトーリイは、自身の性的特質と性的機能障害を自分の家族や数少ない友人に対しても秘密にしていたほどに、面伏せに感じていたという。
のちにアナトーリイは、「1961年のある日、ある女の子が、私を興奮させる目的で私の膝の上に乗ってきた。彼女が去ったあと、私は気分が悪くなり、嘔吐してしまった」と語っている。

## 兵役
1956年に学校を卒業したスリフコは、貧しい生活から抜け出すため、モスクワ大学を受験し、奨学金にも応募したが、結果は不合格であった。その後まもなく、スリフコは兵役義務に従事することになり、極東ロシアで軍務に就いた。しかし、臆病で服従的な性格であったスリフコは、仲間からの嘲りや愚弄の的となり、馬鹿にされた。スリフコの上官は、スリフコを「軍隊生活に『適合しない』」と判断した。兵役任務が満了を迎える前の1960年、公式には「健康上の問題」を理由に、スリフコは軍隊から除隊となった。

## 結婚
1961年、スリフコはロシア西部のスターヴラパリに移住し、ここで電話技師として働くことになった。のちにスリフコの妹もここに移住し、工場で働いた。1962年の終わりごろ、スリフコの妹は、内向きで女性との交流がほとんど無い兄のことを心配し、友人のリュドミーラという女性を兄に紹介した。スリフコとリュドミーラの二人は交際を開始し、翌年の夏にはささやかな形で結婚式を挙げた。挙式からまもなく、夫婦はニヴィンナムイスクに移住し、「立派な地域社会の一員」との評判を得た。のちにスリフコが語ったところによれば、スリフコは妻のことは大切にしていたが、妻の肉体的魅力よりも自分の性的関心のほうが勝り、さらには自身の勃起不全が原因で、夫婦の性行為は「そっけない挿入」しかなかった。スリフコはこれを「性急で、深刻なまでに屈辱的な媾合」と表現している。女を前にしての勃起不全を打開するため、スリフコは医師の助けを求めたことがあった。しかし、若い看護婦が自分の苦境をこそこそと笑っていたのに気が付いたスリフコは、二度と専門家の助言を求めようとはしなくなった。のちの取り調べの中で、スリフコは17年間の結婚生活で、リュドミーラとの性行為の回数は10回以下であり、二人目の子供が生まれてからは一度も無い、と語っている。

## 交通事故の目撃
1961年、酔っぱらった運転手が単車を運転し、車体が道路を逸れて歩道に乗り上げて歩行者の団体に突っ込み、14歳の少年がこれに巻き込まれて死亡した。死んだ少年は「ヴラジーミル・レーニン全連邦開拓事業団」の制服を着ており、スリフコはこの交通事故を目撃した。スリフコ自身も「説明ができない」と語っているが、この事故がスリフコの性的興奮と強烈な性的絶頂をもたらす誘因となったという。この事故の他の目撃者は、かがんだ状態で歩道からこの事故を目撃したスリフコが「心を奪われたかのような状態に陥っているように見えた」と証言している。のちにスリフコは、この事故に巻き込まれて死んだ少年の様子について、以下のように鮮明に回想した。
「ガソリンと炎の匂いが辺りに充満する中、あの子の身体が痙攣を始めたんだ。あの制服を着た子供は、もはや手の施しようがない状態に見えた。あの子が苦痛に悶える様子を見て、私が子供の頃に味わった呻吟や苦悩を思い出したんだ。あの子が苦痛のあまり泣き叫ぶたびに、私は興奮を抑えられなくなった。あの子が息絶えた時点で、あの子以外の人たちの存在なんて視界に映らなかったよ」
性的絶頂に達したスリフコは、そこから約18m歩いてバスの待合所へ向かい、そこに座って少年の遺体をじっと見つめていた。救急隊が現場に駆け付けるまで、少年の遺体は単車の下敷きになっていたままであった。スリフコによれば、少年が死に至るまで味わった苦痛について熟考していたとき、性的興奮、高揚感、自信が湧き上がってきた、という。のちにスリフコは、この交通事故を目撃した経験について、「自分の人生において極めて重要な瞬間の一つ」と語っている。この事故に出くわす前までのスリフコは、自身の性的衝動を抑圧していたが、これ以降、「男の子と性的関係を持ちたい」との欲望を抑えきれなくなった。さらに、この事故で死んだ少年の履いていた靴に血痕が付着しているのに気付いたスリフコは、自慰行為の最中、少年の靴を妄想の中に取り入れるようになった。

## 少年団の主催
交通事故を目撃してから数ヵ月が経過したのち、スリフコはニヴィンナムイスクにて少年団を設立し、その主催者となった。この同好会は、「地元に住む男の子たちの、青少年開拓事業団への参加を奨励する」という名目で設立された。スリフコは、これに参加した少年たちと打ち解け、彼らとの信頼関係を築くための手段として、この少年団を利用することにした。スリフコはのちに、「あの交通事故を再現したい」という衝動が湧いてきて、最初は抑えようとはしたものの、それが絶え間なく続くうえに、やがて抑えきれないほどに強大なものとなり、遂にはその衝動に身を任せてしまった、と語っている。
スリフコが設立した同好会の建物は、その翌年、放火により焼失した。放火犯は、スリフコから性的ないたずら行為を受けていた会員の少年である、と伝えられているが、刑事告訴はされなかった。スリフコは「チェルギート」(Чергид)という名の新たな同好会を設立した。スリフコは、この同好会の建物を自宅から約4.9㎞離れた場所に設置した。スリフコが主催する同好会に対し、疑いの目を向ける者はいなかった。同好会に所属する少年の親たちは、子供たちに注意を払い、子供たちを危険から遠ざけていたスリフコのことを高く評価していた。スリフコは子供たちを徒歩旅行や登山に連れていき、これらの娯楽は、一度に数日間かけて続くこともあった。地元の新聞や無線放送は、この同好会の活動について何度も俎上に載せた。スリフコは地元のテレビ放送局からの取材にも応じ、「ニヴィンナムイスクの青少年を訓化し、楽しませ、彼らの道徳心を育むために継続的に精励している」として、ソ連共産党の当局者から表彰もされた。1977年、彼はニヴィンナムイスク議会の副議長に選出され、「ソ連邦名誉教員」の称号を授与された。

## 首吊り実験
1963年6月の時点で、スリフコは、1961年に目撃した交通事故によって刺激された自身の性欲を掻き立てる妄想を肉体的に追体験するための手順を考案していた。年に一度か二度、スリフコは自身が主催する同好会の少年たちと親交を深め、相手の年齢は11歳から15歳までで、17歳以上の若者を選んだことは無かった。これについてスリフコは、自身の空想の起爆剤となった1961年の例の交通事故で死んだ少年が10代前半であったことと、犠牲者の体力面についての顧慮から、17歳以上の子は選ばなかった趣旨を語っている。スリフコが選んだ少年たちは、いずれも身長が低く、交通事故で死んだ少年と同じく、「ヴラジーミル・レーニン全連邦開拓事業団」の制服を着ていた。スリフコは少年に自分を信用させ、「身長を伸ばせる方法を教えよう」との誘い文句を謳い、「この同好会において、ソ連の遊撃兵がドイツ国防軍の兵士に処刑される場面を再現する必要があるんだ」と述べ、首を吊ってもらう実験を行う趣旨を伝え、その実験の様子は動画に収め、「君が意識不明の状態に陥った場合、必ず蘇生させる」と約束し、少年たちを安心させた。少年たちにこの「実験」を着手してもらうにあたり、スリフコは、自分のことを信用してもらうため、首吊りの光景の堅実な予行練習を行ってみせ、その後、新品の制服を犠牲者に着せるために用意し、彼らの靴を磨いておく。嘔吐を防ぐため、犠牲者には実験の数時間前から絶食するよう頼む。実験台となる少年に麻酔剤を吸ってもらい、その首に縄をかけ、意識が無くなると、スリフコは少年を裸にして相手の身体を愛撫し、何かを連想させるような位置に据え、少年の履いている靴に近付くようにして自慰行為に耽るのである。スリフコは、この一連の作業を16ミリフィルムで撮影し、収めた映像は自身の性的な妄想をさらに掻き立てるために保管していた。
スリフコの撮影する自撮り動画に、自分の息子が参加することについて懸念していた親たちを安心させるため、スリフコは（彼が自分のカメラで記録映像を作成していた事実は地元でも知られていた）、「チェルギート」の建物内にある舞台の上で撮影会を開催する旨を親たちに通知した。スリフコの最初の犠牲者となる少年の両親は、スリフコの撮影する動画が、第二次世界大戦におけるソ連の遊撃兵とドイツ軍の兵士による小規模の戦闘の描写を再現するものである趣旨は知らされていたが、この自撮り動画の中で、自分の息子が本物の首吊りをさせられることになるとは想像もできなかったという。
動画撮影への参加を承諾した少年たちの多くは、1960年代の半ばには「チェルギート」の建物の内部か、その近辺で身体を吊るされていたが、スリフコは次第に、彼らに対して「辺鄙な場所での撮影に（親たちに気付かれぬよう）協力して欲しい」と説得した。

## 殺人
スリフコは22年間で43人の子供たちを説得し、この首吊り実験に参加させた。写真撮影、動画撮影、自慰行為、この一連の作業をこなす一連の儀式に従い、43人のうち、36人は、意識が無くなったあとで蘇生させた。参加した子供たちは、このことを内緒にしておくよう釘を刺され、自分が意識を失っている間に何が起こっていたのかを知らないまま、普段通りの生活に戻った。しかし、残りの7人に対しては、スリフコは残忍さを剥き出しにした。意識が戻らず、蘇生に失敗した7人の子供に対し、スリフコは身体を広範囲に亘って寸断し、切り落とした手足と胴体にガソリンを注ぎ、自身の性的興奮をもたらす引き金となった交通事故の様子を呼び覚ますため、遺体に火を放った。スリフコは、犠牲者が履いていた靴を記念品として持ち帰り、実験の過程で収めた写真と動画も、自宅に備えたフィルムの現像室に保管していた。また、実験一つ一つの詳細についてを、その結果を問わず、綿密に日記に記録していた。犠牲者たちの履いていた靴、写真、動画は、新たな刺激を求めて次の子供を手にかけるまで、数カ月、あるいは数年間に亘り、スリフコが自慰行為に耽る際の刺激剤として役立ったという。
1964年6月2日、スリフコによる首吊り実験で、最初の犠牲者が出た。ニコライ・ドブリューシェフという名前の、家出中の15歳の少年であった。スリフコは、ドブリューシェフの死について、一連の手順（写真撮影、動画撮影、自慰行為）を完了させたのち、蘇生を試みるも、失敗した趣旨を述べ、「殺すつもりは無かった」と強調している。のちに精神分析医と面談したスリフコは、ドブリューシェフが死んだことで、子供たちの蘇生に成功した首吊り実験に比べて、より大きな性的興奮を得られたことを認識したという。スリフコはドブリューシェフの遺体を小間切れにし、クバン川に捨てたという。スリフコは、ドブリューシェフの写真と動画も廃棄したが、履いていた靴は保管したという。1965年5月、スリフコは、同好会に所属していたアレクシイ・コヴァレンコという少年と打ち解けたが、これは二番目の犠牲者となった。ドブリューシェフのときとは異なり、スリフコは、コヴァレンコに対しては最初から殺すつもりでいた。コヴァレンコに首を吊らせ、性的虐待、遺体切断、この過程で撮影した写真と動画は保管した。コヴァレンコの両親は息子の失踪届を警察に出すが、警察はコヴァレンコの両親に対し、彼らの息子が家出中である趣旨を告げた。
1973年11月14日、アレクサンドル・ニスミェヤノフという15歳の少年が、ニヴィンナムイスクで消息を絶った。彼は「チェルギート」の会員の一人であり、スリフコと打ち解けていた。ニスミェヤノフを殺したのち、スリフコはニスミェヤノフの捜索活動に数週間に亘って参加した。行方不明者の貼紙を印刷し、ニスミェヤノフの殺害現場には近付かないよう注意しつつ、捜索部隊を動員した。
1975年5月11日、同好会に所属していた11歳の少年、アンドレイ・ポガッシャンが失踪した。ポガッシャンの姿を最後に目撃した隣人は、（ポガッシャンが）「森の中での映画撮影」に参加するよう言われた、と警察に伝えたが、ポガッシャンはスリフコの名前を出さなかった。ポガッシャンの母親は、息子が以前にも近くの森の中で遊撃映画の撮影に参加した話を捜査官に伝えたが、スリフコが別の無害な映画で賞を獲得していた事実を既に知っていた警察は、簡潔な尋問のあと、ポガッシャンが「チェルギート」の会員であるとは認めたものの、息子の失踪にスリフコが関与しているという話は否定し、スリフコを容疑者から外した。
1980年、スリフコは13歳の少年、セルゲイ・ファトゥニエフを殺害した。ファトゥニエフは「チェルギート」の会員の中でも意欲にあふれる人物であり、ファトゥニエフを殺害した時点で、スリフコの加虐性愛と快楽殺人への欲望は、今後の自慰行為における空想で興奮を得るため、細切れにした犠牲者の遺体と靴をカメラの前でわざわざ並べ替えるほどにまで強まっていた。スリフコは日記の中でファトゥニエフの殺害について記載しているが、そこに示されているのは、「嫌悪と羞恥」の欠落である。スリフコがファトゥニエフの次に殺害したのは、ヴャチェスラーフ・ホヴィースチェクという15歳の少年で、1984年の秋のことであった。1985年7月23日、スリフコは13歳の少年、セルゲイ・パヴロフを殺害した。これはスリフコの最期の犠牲者となった。パヴロフは、自撮り動画の撮影に参加するため、「チェルギート」の主催者に会いに行く趣旨を隣人に伝えたのち、消息を絶った。警察は、「息子は家出したのだ」とパヴロフの母に伝えたが、両親とも納得できなかった。事情を尋ねられたスリフコは関与を否定したが、パヴロフの母が「チェルギート」に所属する少年たちに尋ねたところ、複数の少年たちが、スリフコに言われるまま「身長を伸ばす方法」と称した首吊り実験に参加し、意識を失っていたことが明らかになった。

## 逮捕
セルゲイ・パヴロフの失踪後、地元の検察官、タマラ・ラングーイェヴァは、能動的な捜索を開始した。数ヵ月間に亘る捜査の過程で、ラングーイェヴァは、「チェルギート」に所属する他の少年たちも、スリフコによる自撮り動画の撮影に参加する趣旨を家族に知らせたのち、数年に亘って失踪中である事実を、1985年11月までに突き止めた。同好会の運営において違法性を示す証拠については発見できなかったが、ラングーイェヴァが同好会に所属する少年たちに尋問したところ、彼らの多くが、スリフコによる自作の映画の中で繰り返される儀式の一環として、スリフコが監督する首吊り実験で意識不明になっても構わない、と同意していたことが明らかになった。この実験に参加した少年たちの多くは、意識を取り戻したのち、「一時的な記憶喪失」状態に陥り、その後もこの症状に悩まされていることが分かった。ラングーイエヴァの働きかけにより、1985年12月、検察はスリフコの自宅と同好会の建物の捜索を正式に承認した。スリフコの自宅からは、有罪を示す証拠品は発見できなかったが、「チェルギート」の内部、施錠された暗室からは、首吊りの様子、性的ないたずらの様子、遺体切断の様子を収めた写真と動画が数多く出てきた。さらに、刃物、斧、ぐるぐる巻きにした縄とゴム製のホース、スリフコの性的嗜好を示す、中央部分をすっかり切り落とされた靴とブーツも数足見付かった。自撮り動画の中には、磨かれた靴を犠牲者が履いた状態のまま、彼らの中足骨を鋸を使って切断する様子も収録されていた。スリフコは、中央部分を切り落とした靴は保管しておくが、燃やすこともあった。

## 自白
捜査当局が暗室から回収した証拠品を突き付けられたスリフコは、1985年12月28日、43人の少年を首吊りに参加させ、そのうちの7人を死なせた話について自供し始めた。スリフコは一連の行為について、性的な欲求不満が極度の精神的苦悩を招いたのだとし、死を収めた動画と道具類一式を保持していた最大の目的については、自慰行為の際に自身の性的な妄想の捌け口にして刺激することにより、心の緊張を和らげていたのだ、とスリフコは語った。スリフコはまた、当初は首吊りを収めた写真や動画を保管しておけば、将来的に生じてくるであろう殺人願望の再発を防ぐのに十分だろう、と考えていたが、時間が経つにつれて、新たな生贄を殺して身体を切り刻みたい、という衝動が強まりつつあったという。犠牲者の年齢については、いずれも11 - 15歳までに限定され、一連の殺人の手法を通じて、自身の殺人行為と自分自身とを結び付ける、有罪になり得る全ての証拠となるものをできるだけ減らすか、抹消することを学んだ。スリフコはこれを「価値ある戒め」と呼んだ。1986年の2月から3月にかけて、スリフコは犠牲者の遺体を埋めた場所を警察に案内した（彼の最初の犠牲者であるニコライ・ドブリューシェフの遺体についてはクバン川に捨て去ったため、発見には至らなかった）。彼は七件の性的虐待、七件の屍姦、七件の殺人で起訴され、裁判が始まるまで拘留された。1986年6月、ニヴィンナムイスクにて、スリフコの裁判が始まった。スリフコは法廷にて、七人の死についてはいずれも全て事故であり、殺すつもりは無かった、として無罪を主張した。スリフコは全ての訴因において「有罪」と認定され、死刑を宣告された。彼はノヴォチェルカッスク刑務所に身柄を移送され、死刑執行の時が来るのを待つこととなった。スリフコは判決を不服としてソ連最高裁判所に正式に上訴を申し立てたが、これは棄却された。

## 死刑囚監房にて
スリフコは、ロストフ州の捜査官、ヴィクトル・ブラコフ(Виктор Бураков)から「連続殺人犯の心理を洞察したい」との要請を受けた。スリフコはこの申し出を聞き入れ、捜査官と向き合って会話し、書簡でやり取りすることに同意した。捜査官たちは、当時、ロストフ周辺で人を殺していた未知なる殺人犯を捜索中であり、その心理についての洞察を求めていた。スリフコとの面談を開始するまでに、この殺人犯は少なくとも29人を殺害していた。
スリフコは、「自分のような人物が、如何にして犯行の発覚や疑惑を避けつつ、地域社会における自らの役割を果たせたのか」についてを捜査官に語った。「自分の望む成果の達成に向けて、どのようにして違法行為を働くか」についての「原則」を構築したこと、ソ連において、自分のような人物が将来的に出現するのを防ぐにあたっての見解を述べた。その中で、スリフコは「ソ連の学校は、思春期の子供たちに対し、性的な面における関心事についての深い知識と、それを受け入れることを教えるべきだ」と語った。ある手紙の中では、以下の一文を付け加えている。
「私に性的倒錯の知識があったなら、最初の異常な兆候が現れた時点で、すぐに医者の診察を受けに行ったかもしれない」
しかし、スリフコは捜査官たちが追っていた殺人犯についてはほとんど知らなかったうえに、スリフコが提供した情報は、矛盾していたり、間違っているものが多かった。捜査官とスリフコの面談が行われていた時点で、数時間以内にスリフコの死刑が執行される手筈になっていた。検察庁長官のイッサ・コストエフによれば、面談の終了時にスリフコと握手を交わし、「次回はもう少し詳細な話を聞こう」と述べてスリフコを欺き、また後日に面談が実施される、と信じ込ませたという。捜索中の殺人犯は、1990年11月に逮捕され、1992年10月に死刑を宣告されることになる。この殺人犯の名前は、「アンドリイ・チカティーロ」(Андрі́й Чикати́ло)といった。

## 死
1989年9月16日、面談を終えてわずか数時間後、スリフコは死刑囚監房から連れ出され、ノヴォチェルカッスク刑務所にある防音室へ連れていかれ、後頭部を撃たれて処刑された。